# Аутомобили који су појели Париз
„Аутомобили који су појели Париз“ (енгл. Cars That Ate Paris) је аустралијски филм из 1974. године који је режирао Питер Вир.

## Радња
Током путовања у каравану, Артур преживљава саобраћајну несрећу која кошта живота његовог брата, који је заслепљен удаљеним светлима док вози возило и завршава са пута. Спашен и одведен у оближњи Париз, изоловани градић, дечак није свестан како су сви његови становници умешани у рекет који се састоји од изазивања несрећа, неутралисања свих преживелих лоботомијом, расклапања аутомобила и препродаје или поновне употребе. уз саучесништво полицајца да скрене било какве спољне истраге. Међутим, не иде све тако глатко како би требало: нове генерације Париза испољавају свој адолесцентски немир тако што користе лешеве аутомобила да праве нове, оронуле аутомобиле са којима ће правити брзинске трке и вандалске акте, а да не учествују конструктивно у „животу“. заједнице“.
Побуна младих кулминира када, као одговор на уништење веранде његове куће, градоначелник спали аутомобил једног од њих: као одговор, они својим аутомобилима сравне град са земљом, прегазе и набијају његове становнике. Након што је убио вође насилника ударивши га градоначелниковим аутом да би се одбранио, Артур схвата да је превазишао своју фобију од аутомобила изазвану несрећом и креће у вожњу, далеко од Париза.